# August Ferdinand Lueder
August Ferdinand Lueder (* Oktober 1760 in Bielefeld; † 27. Februar 1819 in Jena) war ein deutscher Wirtschafts- und Staatswissenschaftler.

## Leben und Wirken
Lueder studierte in Göttingen und wurde 1786 Professor der Geschichte am Collegium Carolinum zu Braunschweig. 1797 wurde er herzoglich-braunschweigischer Hofrat. Zwischen 1810 und 1814 wirkte er als ordentlicher Professor der Philosophie in Göttingen und 1817 bis 1819 als Professor honorarius der Philosophie in Jena.
Lueder war einer der Ersten, die in Deutschland für die Verbreitung der Lehren Adam Smith’ sorgte. Außerdem erwarb er sich Verdienste um die weitere Entwicklung der Statistik und übersetzte Reisebeschreibungen aus dem Holländischen, Englischen und Französischen.

## Werke
Bücher
- als Herausgeber mit Adam Friedrich Ernst Jacobi: Holländische Staats-Anzeigen. 6 Teile, Vandenhoeck, Göttingen 1784–1786 (Teil 6).
- Geschichte des Holländischen Handels. Nach Luzacs Hollands Rykdom bearbeitet. Crusius, Leipzig 1788 (mdz-nbn-resolving.de).
- Einleitung in die Staatskunde, nebst einer Statistik der vornehmsten europäischen Reiche. Ein Handbuch. Band 1, Crusius, Leipzig 1792
- Statistische Beschreibung der Besitzungen der Holländer in Amerika. Band 1, Schul-Buchhandlung, Braunschweig 1792 (mdz-nbn-resolving.de).
- Materialien zur Statistik. Band 1, Göttingen 1794.
- Geschichte der vornehmsten Völker der alten Welt im Grundriß. Braunschweig 1800.
- Ueber Nationalindustrie und Staatswirthschaft nach Adam Smith. Teil 1, Frölich, Berlin 1800, Teil 2, 1802, Teil 3, 1804; Nachdruck: Thoemmes, Bristol 1998 (Teil 1 books.google.de, Teil 2 books.google.de, Teil 3 books.google.de).
- Ueber den Hauptgrundsatz der Staatswissenschaft. Ein höchstnöthiger Beitrag zu des Hrn. von Sonnenfels Handbuch der neuern Staatsverwaltung. [S. l.], [ca. 1800].
- Repositorium für die Geschichte, Staatskunde und Politik. Band 1, Heft 1, Berlin 1800; Heft 2, 1802, Heft 3, 1803; Band 2, Heft 1, 1805.
- Die National-Industrie und ihre Wirkungen. Ein Grundriß zu Vorlesungen. Schulbuchhandlung, Braunschweig 1808.
- Ueber die Veredlung der Menschen, besonders der Juden, durch die Regierung. Nebst einem Sendschreiben an den Verfasser der Bemerkungen über des Hrn. Geheimen Finanzrath’s Jakobsohn Vorstellung an den Fürsten Primas. Vieweg, Braunschweig 1808 (judaica-frankfurt.de).
- Über die Industrie und Kultur der Portugiesen. Berlin 1808.
- Leitfaden der alten Geschichte zu akademischen Vorlesungen. Vieweg, Braunschweig 1810.
- Entwicklung der Veränderungen des menschlichen Geschlechts aus den Ursachen derselben. Band 1, Braunschweig 1810.
- Kritik der Statistik und Politik, nebst einer Begründung der politischen Philosophie. Vandenhoeck und Ruprecht, Göttingen 1812 (books.google.de).
- Kritische Geschichte der Statistik. Röwer, Göttingen 1817 (books.google.de).
- National-Oekonomie oder Volkswirthschaftslehre. Ein Handbuch zur Beförderung des Selbststudiums dieser Wissenschaft. Croekerschen Buchhandlung, Jena 1820 (books.google.de).

Übersetzungen
- Ueber den gegenwärtigen Zustand der Kolonie am Vorgebürge der guten Hoffnung verglichen mit ihrem ursprünglichen. Aus dem Französischen frey übersetzt und mit Anmerkungen begleitet. Vandenhoeck, Göttingen 1786 (mdz-nbn-resolving.de).
- Adolf Fredrick Ristell: Charaktere und Anekdoten vom schwedischen Hofe. Aus dem Englischen, mit Anmerkungen. Schulbuchhandlung, Braunschweig 1790.
- J. Meermanns: Reise durch Preussen, Oesterreich, Sicilien und einige an jene Monarchien grenzende Länder. Aus dem Holländischen übersetzt. 2 Bände, Schulbuchhandlung, Braunschweig 1794 (Band 1 books.google.de, Band 2 books.google.de).
- Johan Splinter Stavorinus: Reise nach dem Vorgebürge der guten Hoffnung, Java und Bengalen in den Jahren 1768 bis 1771. Aus dem Holländischen frey übersetzt und mit Anmerkungen begleitet. Haude und Spener, Berlin 1796, Auch Leipzig 1798 (books.google.de).